# Triteleia
Triteleia es un género de plantas herbáceas, perennes y bulbosas perteneciente a la familia de las asparagáceas. Comprende 15 especies distribuidas en el oeste de América del Norte.

## Descripción
Son plantas herbáceas y perennes que crecen a partir de cormos recubiertos de fibras. Presentan de una a tres hojas basales con una lámina angostamente lanceolada (lineal en Triteleia ixioides), con los márgenes glabros El escapo es erecto, cilíndrico, de 1 a 5 mm de diámetro y rígido. Las flores presentan un perigonio con seis tépalos, fusionados en un tubo de longitud variable y con forma, por lo general, de embudo, los lóbulos son usualmente similares entre sí. El androceo está compuesto por seis estambres, epitépalos; con los filamentos distintos, adnatos al tubo del perigonio en una o dos filas, de similar longitud o con dos longitudes desiguales, las porciones libres de los filamentos son aplanadas, a veces dilatadas en la base y con forma de triángulo. Las anteras son versátiles. pistilo de 3 carpeladas; ovario súpero, verde o del mismo color que el perigonio (amarillo en T. peduncularis , blanco en T. clementina), estipitado, con tres lóculos, óvulos anátropos, de dos a varios por lóculo; estilo de 2 a 4 mm, el estigma débilmente lobulado; ± pedúnculo erecto, a menudo se articulan, por lo general más de perianto (más corto en T. crocea). Las inflorescencias umbela, abierto, bracteadas; brácteas verdes (púrpura en T. lemmoniae), ± lanceoladas, escariosas. Frutos capsulares, loculicidas ovoide, dehiscencia. Semillas de color negro, con reborde en un lado, subglobosas, redondeado, grueso e irregular sin hueso, finamente granulado o granulado reticulada, con capa de la corteza. x = 7, 8.

## Taxonomía
Respecto a los límites del género Triteleia y de los géneros relacionados Brodiaea y Dichelostemma han existido dos escuelas de pensamiento. Una escuela postula que se trata de un solo género con tres subgéneros, mientras que la otra sostiene que son tres géneros distintos La evidencia reciente, tanto a nivel molecular como anatómico, no es compatible con ninguno de esos puntos de vista. Bloomeria  está relacionado con Triteleia y Brodiaea estaría estrechamente relacionado con Dichelostemma, siendo la única especie con seis estambres -D. capitatum- hermana con el clado formado por el resto de las especies con tres estambres de Brodiaea/Dichelostemma. Esta evidencia reciente también sugiere que las secciones taxonómicas actualmente establecidas en Triteleia necesitan de una revisión.

## Especies

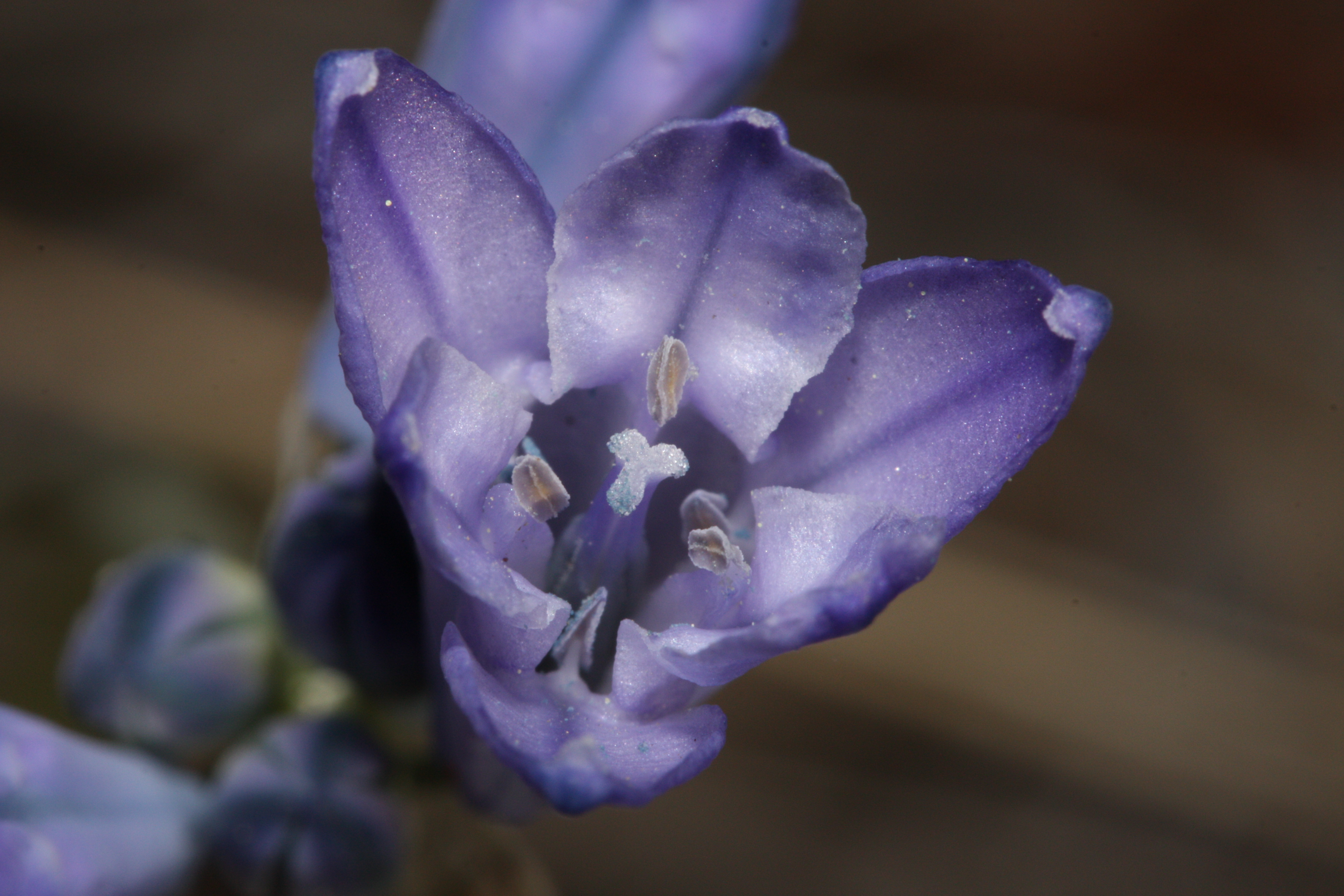
Triteleia grandiflora.

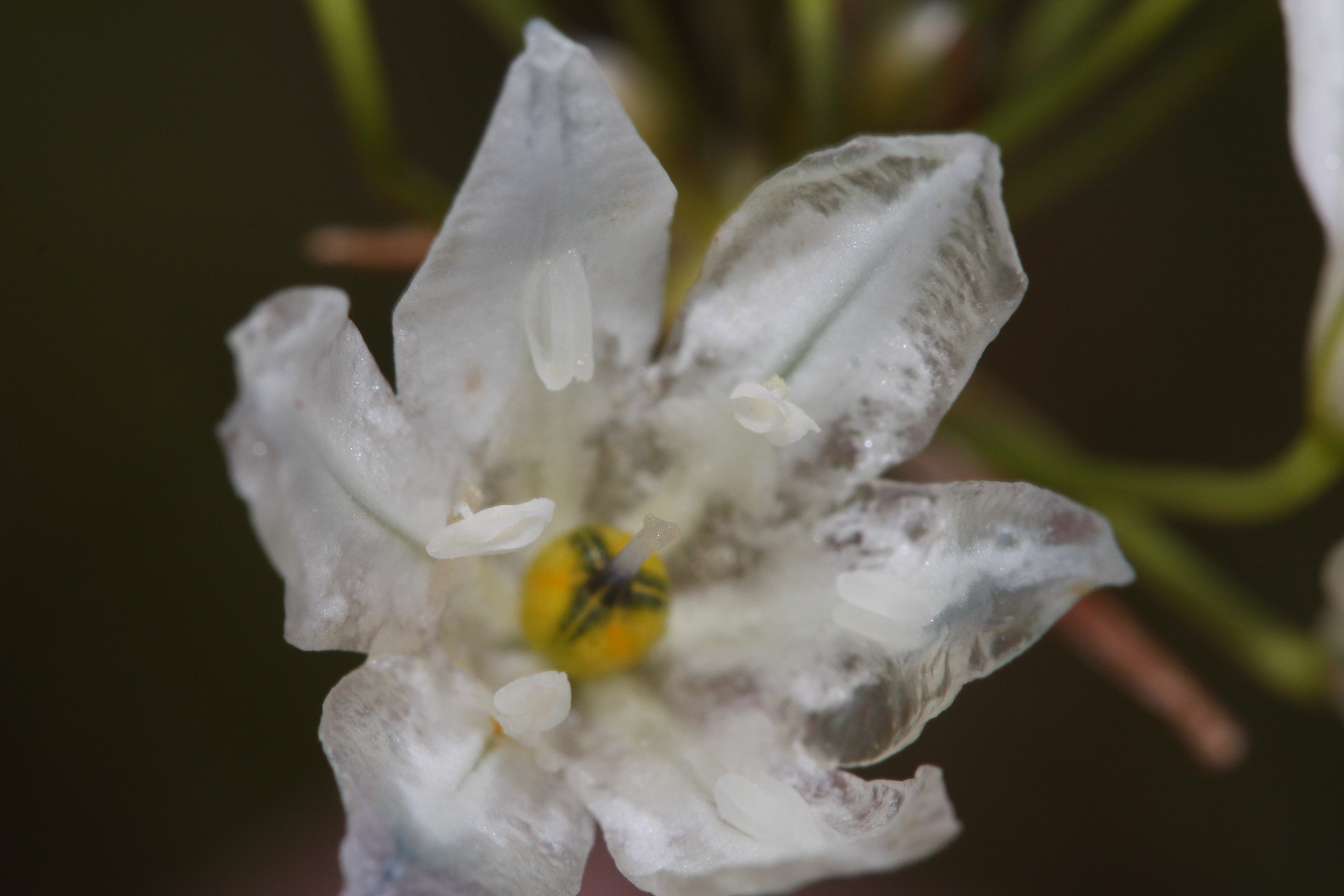
Triteleia hyacinthina.

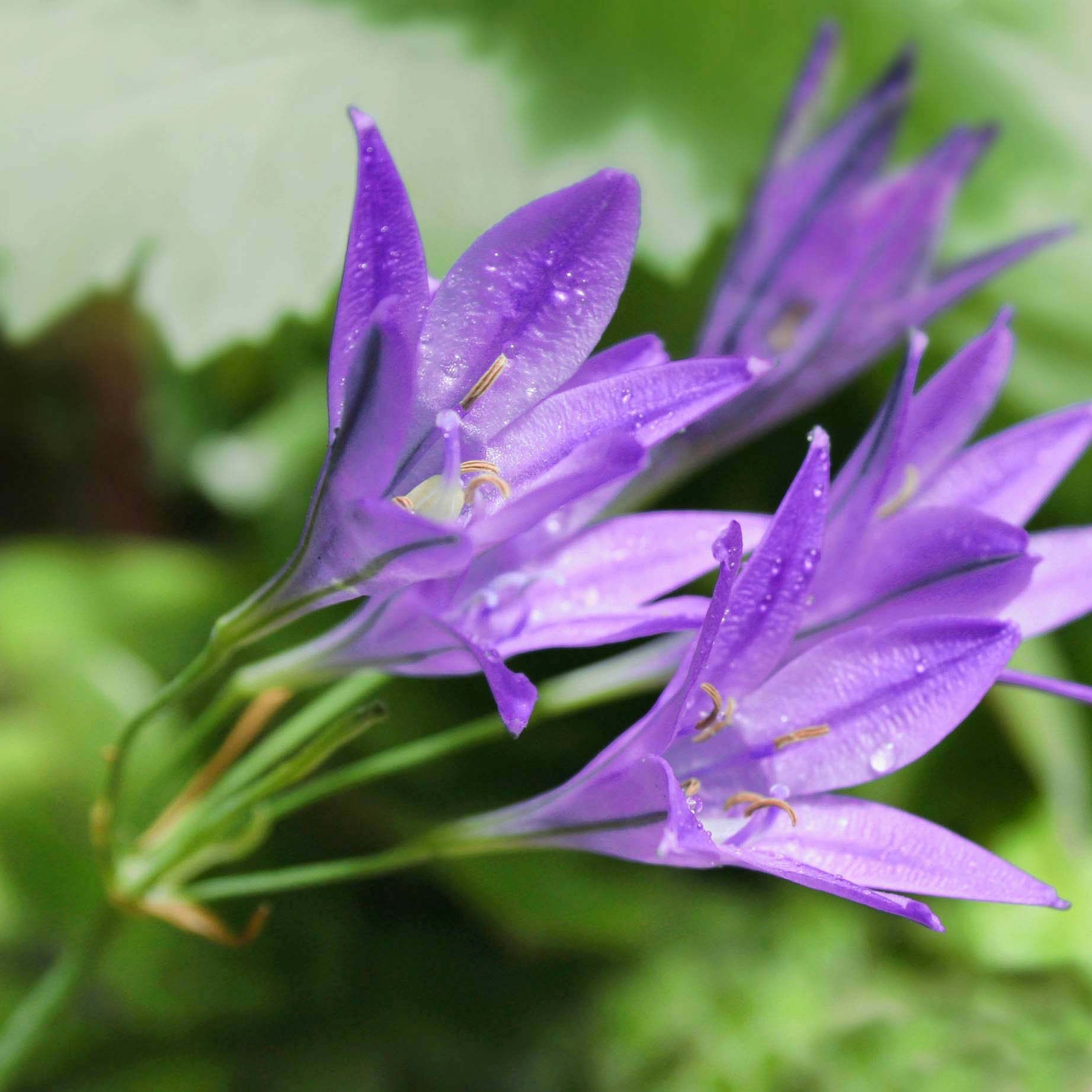
Triteleia laxa.

A continuación se brinda un listado de las especies del género Triteleia aceptadas hasta marzo de 2011, ordenadas alfabéticamente. Para cada una se indica el nombre binomial seguido del autor, abreviado según las convenciones y usos, y la publicación válida. Finalmente, para cada especie también se detalla su distribución geográfica.
- Triteleia bridgesii (S.Watson) Greene, Bull. Calif. Acad. Sci. 2(6): 141 (1886). Sudoeste de Oregón al noreste de California.
- Triteleia clementina Hoover, Amer. Midl. Naturalist 25: 82 (1941). California (Isla San Clemente).
- Triteleia crocea (Alph.Wood) Greene, Bull. Calif. Acad. Sci. 2(6): 141 (1886). Sudoeste de Oregón al norte de California.
- Triteleia dudleyi Hoover, Amer. Midl. Naturalist 25: 86 (1941). California.
- Triteleia grandiflora Lindl., Edwards's Bot. Reg. 15: t. 1293 (1830). Sudoeste de Canadá al norte de California.
- Triteleia guadalupensis L.W.Lenz, Aliso 7: 145 (1970). Isla Guadalupe.
- Triteleia hendersonii Greene, Pittonia 1: 164 (1888). Sudoeste de Oregón al noreste de California.
- Triteleia hyacinthina (Lindl.) Greene, Bull. Calif. Acad. Sci. 2(6): 139 (1886). Sudoeste de Canadá al centro de California.
- Triteleia ixioides (Dryand. ex W.T.Aiton) Greene, Bull. Calif. Acad. Sci. 2(6): 139 (1886). Oregón a California.
- Triteleia laxa Benth., Trans. Hort. Soc. London, II, 1: 413 (1834 publ. 1835). California.
- Triteleia lemmoniae (S.Watson) Greene, Bull. Calif. Acad. Sci. 2(6): 141 (1886). Arizona.
- Triteleia lilacina Greene, Bull. Calif. Acad. Sci. 2(6): 143 (1886). Norte de California.
- Triteleia lugens Greene, Bull. Calif. Acad. Sci. 2(6): 142 (1886). Oeste de California.
- Triteleia montana Hoover, Amer. Midl. Naturalist 25: 95 (1941). California (Sierra Nevada).
- Triteleia peduncularis Lindl., Edwards's Bot. Reg. 20: t. 1685 (1835). Oeste de California.
- Triteleia × versicolor Hoover, Amer. Midl. Naturalist 25: 91 (1941). T. hyacinthina × T. ixioides. California.